# Navál az-Zogbi
Navál az-Zogbi, angolos átiratban Nawal Al Zoghbi (arab: نوال الزغبي – Nawāl az-Zuġbī), teljes nevén: Navál Zsorzs az-Zogbi, nagy sikerű libanoni énekesnő. Arabul énekel, ezért nagy rajongótábora  az egész arab világra kiterjed, és Európában is ismert. Zenei karrierje 1988-ban kezdődött.

## Élete
Zogbi 1971. június 29-én született Libanonban. Korán énekelni kezdett, bár családja ezt kezdetben nem támogatta (mikor azonban látták, hogy komoly tervei vannak, támogatni kezdték). Olyan úttörő arab popénekesek voltak rá hatással, mint az egyiptomi Umm Kulszúm és a híres Szamíra Szaíd.